# Estação Warden
Warden é uma estação do metrô de Toronto, localizada na linha Bloor-Danforth. Localiza-se no cruzamento da St. Clair Avenue com a Warden Avenue. Possui um terminal de ônibus integrado, que atende a oito linhas de superfície do Toronto Transit Commission. Seu nome provém da Warden Avenue, a principal rua norte-sul servida pela estação.